# Старо језгро Земуна
Старо језгро Земуна је назив за историјски део Земуна, смештен у његовом средишњем делу. Представља културно-историјску целину од великог значаја и окосницу културног и друштвеног развоја Земуна. Обухвата простор ограничен линијом од Дунава, Ул. Стевана Марковића, Ул. Николе Островског, Ул. 22. октобра, Ул. Вртларске, Ул. Угриновачке, Ул. Ћуковачки пут, Ул. Цара Душана, западне ограде Земунског гробља, Ул. Сибињанин Јанка, Ул. Деспота Ђурђа, до Дунава.

## Историјат
Од 1717. године војска Евгенија Савојског ушла је у Земун који је тада постао саставни део аустријске царевине у чијем се саставу развијао све до 1918. године. Његов континуирани раст и прерастање у значајну урбанистичку целину може се пратити кроз неколико фаза лимитираних одређеним политичким догађајима. У првој половини 18. века, у фази обнове некадашњег села оријенталног карактера са претежно хришћанским становиштвом, Земун се поново насељава и развија у веома подређеном положају у односу на Београд. Ова фаза ограничена је пожаревачким и београдским миром. У другој фази, у другој половини 18. века, постепено расте и оформљава се језгро. Ова фаза завршава се у доба аустро-турских и наполеонских ратова крајем 18. и почетком 19. века. У трећој фази, током 19. и почетком 20. века, Земун се развија унутар постављених оквира кроз мењање грађевинског фонда односно реконструкцију наслеђеног стања, од Првог српског устанка до Првог светског рата. Четврту фазу, од Првог светског рата до данас, карактеристише појединачна изградња у Старом језгру Земуна који престаје бити гранично место.

## Урбанистички развој
Постојећа урбанистичка агломерација и архитектонско грађевински фонд Старог језгра Земуна су сами по себи извори за нарочито проучавање и истраживање развоја метода организовања и формирања насеља, грађења објекта, употребе грађевинског материјала, комуналног уређења, стилских обликовања зграда, функционалних, наменских и садржајних одлика архитектуре, и уопште просторне организације живота. Архитектонско наслеђе под којим подразумевамо целокупни физички фундус просторних остварења, извор је и за проучавање социјалних диференцијација и инфраструктура појединих периода развоја, друштвених могућности, регионалних, етничких и конфесионалних специфичности, укуса епохе и многих других видова живота. Наведена проучавања могу се вршити анализирањем материјалних остатака или целина насталих и сачуваних углавном од почетка 18. века па до данас. У изворном стању, у потпуности су сачувани бројни објекти нарочито од друге половине 19. века, док је мањи број објеката из најранијег периода, из времена првих деценија 18. века, од када је Земун ушао у састав Аустријске царевине, сачуван у изворном стању само делимично. Хронологија настанка такође се може делимично утврдити анализама самих објеката, на основу постојећих записа на њима, употребљеног материјала и начина грађења, типолошким и стилским анализама. Усмена предања становника чије породице из генерације у генерацију насељавају постојеће објекте, сачувани предмети и инветари у кућама, проширују изворе испитивања. У целини, старо језгро Земуна представља основни, прави извор нарочито за архитектонске и уметничко-историјске методе истраживања.

## Значајни објекти
- Библиотека „Свети Сава” Земун
- Магистратски трг
- Магистрат у Земуну
- Кућа породице Марковић - споменик културе
- Заветни крст у Земуну
- Споменик природе Винова лоза у Земуну